# Orinoco
Orinoco je rijeka u Venezueli, s dužinom od 2140 km, jedna od najdužih u Južnoj Americi. Izvire u gorju Sierra Parima, gornjim se tokom probija rubom Gvajanskog gorja i stvara brzace kod Maipurea i Aturesa; nizvodno dužim dijelom toka tvori granicu s Kolumbijom, te od ušća pritoka Meta teče prema sjeveroistoku. U Atlantski se ocean ulijeva velikom deltom (oko 25 000 km²) s 12 rukavaca; za plovidbu su najvažniji Brazo Imataca, Boca Grande i Macareo. Morski brodovi srednje tonaže plove do Ciudad Bolívara, a mali riječni do Aturesa. Uzvodno od brzica kod Maipuresa plovan je skoro sve do izvora.
Porječje Orinoca, također poznato kao Orinoquia, obuhvaća 880 000 km². Glavni pritoci s lijeve strane su Guaviare, Meta i Apure, a s desne strane Ventuari, Caura, Caroni. Radi niskog razvođa između porječja Orinoca i Amazone nastaje bifurkacija rijeke Casiquiare, čiji jedan rukav otječe u Guiniu, izvorišni krak Rio Negra, a drugi dio u Orinoco. Glavne su luke: Santa Barbara, Puerto Ayacucho, Mapire i Ciudad Bolivar.

## Zemljopisne karakteristike
Orinoco od svog izvora, teče u širokom luku oko Gvajanske visoravni do ušća u Atlantski ocean, tok rijeke se po svojim karakteristikama, može podijeliti u četiri nejednake zone;
- 'Gornji Orinoco' - dug oko 242 km, proteže se od brzaka Raudales de Guaharibos, njega karakterizira planinski krajolik kroz koji rijeka teče u smjeru sjeverozapada.
- 'Srednji Orinoco' - dug oko 750 km, da se podijeliti u dva sektora; prvi od kojih 480 km, u kom rijeka uglavnom teče prema zapadu do uvira rijeka Atabapo i Guaviare kod grada San Fernando de Atabapo; i drugi u kojem rijeka teče prema sjeveru, dug oko 270 km, uz venezuelansku - kolumbijsku granicu, u kom rijeka teče u granitnom koritu zapadnih obronaka Gvajanskog štita sve do uvira rijeke Mete kod grada Puerto Carreño.
- 'Donji Orinoco' - dug oko 959 km, u kom rijeka teče kroz aluvijalnu ravnicu prema sjeveroistoku, od brzaca Atures sve do mjesta Barrancas.
- 'Delta Amacuro' - dug oko 200 km, u kom rijeka formira istoimenu ogromnu deltu površine 22,5 tisuća km ², široku 442 km, koja se izljeva kod Zaljeva Paria u Atlantik.

### Gornji Orinoco
Izvor Orinoco leži na južnim obroncima masiva Serra Parim, ispod planine Delgado Chalbaud u Venezueli na nadmorskoj visini od oko 1000 m. Od izvora rijeka teče u pravcu sjeverozapada, duž zapadnih obronaka masiva Serra Parim, koji u tom dijelu formiraju dio granice između Venezuele i Brazil a, oni su prepuni brojnih vodotokova koji povećavaju Orinoco. Nakon planinskog dijela u svom gornjem toku, rijeka meandrira kroz ravnicu Llanos. Tu rijeka prima brojne planinske pritoke, s lijeve strane rijeku Mavaca, as desne rijeke; Manaviche, Ocamo, Padamo, i Cunucunuma.
Ispod gradića Esmeralda, rijeka ima ušće s rijekom Casiquiare, preko koje dio voda Orinoco otiče prema jugu u rijeku Rio Negro, koja je lijevi pritok Amazone. To je najveća i najpoznatija svjetska bifurkacija, preko kojeg su porječja Orinoco i Amazone međusobno spojena.
Nakon bifurkacije s Casiquiarom, Orinoco zavija prema sjeverozapadu i teče praveći velike meandre sve do ušća rijeke Ventuari. Tu rijeka skreće prema zapadu probijajući se preko visokih sedimentnih barijera, u tom dijelu ima puno velikih pješčanih sprudova. Kod grada San Fernando de Atabapo, rijeka prima pritoke Atabapo i Guaviare, to je ujedno i granica Gornjeg Orinoco.

### Srednji Orinoco
Nizvodno od San Fernando de Atabapo, rijeka teče prema sjeveru i formira granicu između Venezuele i Kolumbije. U tom dijelu svog toka, rijeka se probija uskim kanjonima kroz granitne stijene - pa se čitav taj kraj zove Regija brzaka (regija de los Raudales), ona završava kod brzaca Atures. U tom dijelu, najveće pritoke su rijeke Vichada i Tomo s kolumbijskog Llanosa, i rijeke Guayapo, Sipapo, Autana i Cuao s Gvajanske visoravni.

### Donji Orinoco
Brzaci Atures su granica, koja označava početak Donjeg Orinoco u kojem rijeka pravi veliki zavoj prema istoku. U Donjem Orinoco, rijeka teče polako kroz nizinu i ima korito široko oko 8 km. Na tom dijelu prima najveći broj svojih pritoka; uključujući Metu, Arauca, Capanaparo i Apure koja donosi mnogo vode sa svojih pritoka iz Anda.
Od ušća Apure, Orinoco vijuga prema istoku preko blago položenih ravnjaka. Tu se razljeva u brojne plitke rukavce, i formira mnoštvo sedimentnih otoka. U tom dijelu prima mnoštvo pritoka, s lijeve strane su to rijeke; Guárico, Manapire, Suat (Zuata), Pao, i Caris, as desne; Cuchivero i Caura. One nanose toliko taloga da obično na ušću imaju otoke. Između Ciudad Bolívar i Ciudad Guayana Orinoco ima brojne lagune: Mamo, Amana i Colorada. Kod Ciudad Guayana Orinoco prima s desne strane svoju najveću pritoku rijeku Caroni. Ona nešto južnije od Ciudad Guayana ima ogromno umjetno jezero Guri, gore uzvodno na njezinoj pritoci Churún nalazi najviši vodopad na svijetu Angelov Vodopad visok 979 metara.

### Delta Amacuro
Oko 50 km nizvodno od Ciudad Guayana, kod mjesta Barrancas, Orinoco počinje formirati svoju veliku deltu koja se prostire duž 442 km atlantske obale, od Pedernales u Zaljevu Paria na sjeverozapadu, sve do zaljeva Boca Grande na jugoistoku. Tu se rijeka razlijeva u brojne rukavce (es. caños), između kojih su veliki otoci, glavni kanal zove se Rio Grande i teče prema istoku.

## Klimatske karakteristike
Klima u Bazenu Orinoco je Tropska monsunska, s dva godišnja doba koja se između sebe ne razlikuju po temperaturi nego po količini oborina. Kišna sezona (zima) traje od travanj a do listopada / studenog, a suha sezona (ljeto) od studenog do ožujka / travnja.

## Flora i fauna

### Flora
Dobar dio Llanos a je savana bez ijednog drveta. U nizinskim područjima, prevladavaju močvarne trave, šaš i trstika. Dugolisna trava dominira po suhoj savani, pomiješana s običnim travama, koje osiguravaju zelenu krmu za vrijeme sušne sezone.
Najkarakterističnija stabla u Llanos u koja rastu u šumskim galerijama na sedimentnom tlu duž korita rijeka su palme morichales. Pored njih ima dosta kserofitnih stabala (prilagođenih sušnim uvjetima), uključujući Chaparro (vrsta hrasta) i patuljaste palme, razbacane na otvorenim savanama. Velik dio tog prirodnog pokrivača, je danas bitno smanjen zbog krčenja šuma. Gvajanske visoravan pokrivena je s visokom, gustom šumom, koju je mjestimično prekinuta manjim ili većim krpama savane. Po tropskim prašumama dolina Gornjeg Orinoco rastu stotine vrsta drveća. Mangrove močvare pokrivaju dobar dio površine delte 'Amacuro'.

### Fauna
U porječju Orinoco živi više od 1000 vrsta ptica, među njima i spektakularni grimizni ibis, zvonarke, kišobranarke i brojne papige. Vode Orinoco i njegovih pritoka obiluju riba ma, ima krvoločnih piranja, električnih jegulja i laulaa vrsta som a koji su često teži od 90 kila. Orinočki krokodil je jedan od najdužih na svijetu, pojedini primjerci narastu duži od 6 metara, među ostalim stanovnicima rijeke su kajmani i zmije (uključujući kraljevsku bou, tartaruga kornjače, školjke koja raste u dužinu od oko 30 cm. Po pješčanim riječnim otocima ima puno kukaca, leptira, mrava i termita.
Većina sisavac au Llanos u živi u šumskim galerijama duž korita rijeka, a hrani se po obližnjim travnjacima. Jedini pravi stanovnici savane su par spiljskih glodavaca i desetak vrsti ptica (među njima bijeli i grimizni Ibisi, vrapčarke Morich vuge, i spiljske sove). Nekoliko vrsta jelena, zečevi, mravojed, pasanac, tapir, jaguar ii najveći glodavci kapibara.

### Autohtoni stanovnici Orinoco
Osim plemena Guajira koje živi uz Jezero Maracaibo, većina venezuelanskih indijanskih domorodaca živi u porječju Orinoco. Najvažnije autohtone skupine su Guaice (Waica), znani i kao Guaharibo, Makiritari (koji žive na južnoj visoravni), wara (u delti Orinoco), Guahibo i Yaruro po zapadnom Llanos ui Yanomami. Svi oni žive neraskidivo vezani uz rijeke Bazena Orinoco, koristeći ih kao izvor hrane i kao plovni put.

### Ekonomsko značenje rijeke
Gvajanske visoravan je bogata ruda ma, željezna rudača, sadrži visoku koncentraciju željeza, koji se kopa u rudnicima Cerro Bolivar i El Pao. Ostale rude su mangan, nikal, vanadij, boksit i krom. Postoje i bogate naslage zlata i dijamanata. Nafta i prirodni plin se eksploatiraju Llanos ui delti Orinoco.

## Galerija
- Delta Orinoca.
- Orinoco 2005.
- Delta Orinoca 2006.
- Orinoco između Caicara del Orinoco i Cabruta.

## Vanjske poveznice
- (engl.) Galerija fotografija delte Orinocoa - National Geographic (nationalgeographic.com/)